# Yuki Mamiya
Yuki Mamiya (en japonés: 間宮 夕貴; romanizado: Mamiya Yuki) (Nagoya, 9 de marzo de 1991) es una actriz y gravure idol japonesa. Ha aparecido en numerosas películas, incluidas Amai Muchi, The Torture Club y la película de Nikkatsu Corporation Wet Woman in the Wind, por la que recibió el premio a la Actriz emergente en los Japanese Professional Movie Awards de 2016.

## Vida y carrera
Mamiya nació en marzo de 1991 en la prefectura de Aichi. Bajo el nombre de Yuki Mogami, trabajó como ídolo del huecograbado (gravure idol) a partir de 2009, pero cambió su nombre profesional en 2012 para seguir una carrera como actriz.
Mamiya comenzó su carrera cinematográfica con dos películas de Takashi Ishii que se estrenaron en 2013. En el thriller erótico Amai Muchi interpretó la versión más joven de Naoko, personaje originalmente puesto en la piel de Mitsu Dan. También apareció en la película romántica erótica Hello, My Dolly Girlfriend, descrita por Mark Adams de Screen Daily como una "extraña mezcla de sexualidad voyeurista y violencia bastante brutal". Al año siguiente apareció en The Torture Club, una adaptación del manga de comedia erótica de Makoto Fukami sobre un club de esclavitud en una prestigiosa escuela de niñas. En 2015, su fotolibro Trip fue publicado por Takeshobo.
En 2016 protagonizó el thriller de suspense erótico The Crawler in the Attic, una adaptación de una historia de Ranpo Edogawa. Ese mismo año interpretó el papel principal de Shiori en la cinta Wet Woman in the Wind, dirigida por Akihiko Shiota, una de las cinco películas encargadas por Nikkatsu como una nueva versión de las películas Roman Porn o pinky violence, muy demandadas en el cine nipón para adultos de los años setenta y ochenta. Glenn Kenny, escribiendo para The New York Times, comentó que Mamiya tenía "una cualidad ardiente que encajaba con el proyecto de ley", pero sugirió que "el proyecto de reinicio del 'Roman Porn' debería haber reiniciado su política sexual". Slant Magazine destacó el parecido de la película con "la comedia chiflada americana clásica, en la que un hombre rígido se libera de sus reservas por el comportamiento desinhibido de una mujer hermosa e inteligente". Mamiya recibió un premio a la Actriz emergente en los Japanese Professional Movie Awards de 2016 por dicha actuación.
Mamiya apareció en un spin-off del V-Cinema de 2017 de la serie de televisión Uchū Sentai Kyuranger, parte de la franquicia Super Sentai Series, y en la película Vigilante de Yu Irie. Interpretó a una villana con poderes psicoquinéticos en la adaptación de acción real de TV Tokyo de 2018 del manga Mob Psycho 100, dibujado por ONE.
En 2018 cambió su nombre profesional a Yuki Masuda.